# Acanthodelphax
Acanthodelphax är ett släkte av insekter som beskrevs av Le Quesne 1964. Acanthodelphax ingår i familjen sporrstritar.
Kladogram enligt Catalogue of Life och Dyntaxa:
| Acanthodelphax | \| \| Acanthodelphax denticauda \| \| \| \| \| \| Acanthodelphax spinosa \| \| \| \| |
|                | \| \| Acanthodelphax denticauda \| \| \| \| \| \| Acanthodelphax spinosa \| \| \| \| |
|                | Acanthodelphax denticauda                                                            |
|                |                                                                                      |
|                | Acanthodelphax spinosa                                                               |
|                |                                                                                      |